# 東平郡 (北魏)
東平郡，中國古代的郡，源於北魏初攻佔的南朝宋東平郡的部分區域，後獨立成郡。

## 沿革
北魏明元帝泰常七年（422年），攻佔南朝宋兗州東平郡濟水以西的范縣，東平郡遂一分為二，不再合併。泰常八年（423年），以上年攻佔的濟北郡、東平郡的部分區域置濟州（治濟北郡盧縣碻磝城，在今山東省茌平縣西南）；范縣向西移治秦城（今河南省范縣東南），在濟水以西僑置壽張縣。至此，東平郡領二縣：范、壽張，治秦城。
北魏孝文帝太和末，廢東平郡，領縣併入濮陽郡。北魏孝莊帝建義元年（528年），分濮陽郡復置東平郡。
北齊文宣帝天保七年（556年），廢東平郡，范縣併入壽張縣，改屬濟北郡。

## 人口
- 東魏孝靜帝武定中（543年－550年），東平郡有8896戶、25103口。[2]